# Premio Rea
El Premio Rea (en inglés: Rea Award for the Short Story) es un galardón anual con el que se distingue la excelencia de la carrera de un escritor de cuentos estadounidense o canadiense.

## Michael M. Rea
Recibe el nombre de Michael M. Rea, un empresario que fue también escritor, apasionado de los cuentos. Estableció el premio en 1986 y dejó su administración a la Fundación Dungannon. Tras la muerte de Rea en 1996, su viuda Elizabeth Richebourg Rea se encargó de mantener el galardón. El jurado está compuesto por tres personalidades literarias, que actúan con plena independencia.

## Ganadores
La ganadora de la primera edición (1986) fue Cynthia Ozick. Entre los galardonados con el premio Rea figuran escritores tan prestigiosos como Paul Bowles, Eudora Welty, Alice Munro o John Updike.